# Potenza Picena
Potenza Picena est une commune italienne d'environ 15 870 habitants, située dans la province de Macerata, dans la région des Marches en Italie centrale. Elle est à environ 40 kilomètres au sud d'Ancône et à quelques kilomètres de la mer Adriatique.

## Sport
- ASD Santo Stefano Sport

## Administration
| Période                                  | Période | Identité | Étiquette | Qualité |
| ---------------------------------------- | ------- | -------- | --------- | ------- |
|                                          |         |          |           |         |
| Les données manquantes sont à compléter. |         |          |           |         |

### Communes limitrophes
Civitanova Marche, Montecosaro, Montelupone, Porto Recanati, Recanati